# IC 2158
IC 2158 — галактика типу SBab () у сузір'ї Голуб.
Цей об'єкт міститься в оригінальній редакції індексного каталогу.